# 우에노오카치마치역
우에노오카치마치역(일본어: 上野御徒町駅)은 일본 도쿄도 다이토구에 있는 철도역이다.

## 타는 곳
| 1 | ○ 도영 지하철 오에도 선 | 이다바시·도초마에 방면 도초마에에서 갈아타기: 네리마·히카리가오카 방면 |
| 2 | ○ 도영 지하철 오에도 선 | 료고쿠·다이몬 방면                                                     |

## 역세권 정보
- 우에노히로코지 역(○ 도쿄 메트로 긴자 선, 환승역임.)
- 나카오카치마치 역(○ 도쿄 메트로 히비야 선, 환승역임.)
- 오카치마치역(야마노테 선 및 게이힌 도호쿠 선, 환승역임.)
- 게이세이 우에노 역(게이세이 전철 본선, 환승역이 아님.)
- 유시마역(○ 도쿄 메트로 지요다 선, 환승역이 아님.)
- 국도 제4호선

## 역사
- 2000년 12월 12일: 영업 개시.

## 인접역
| 도쿄 도 교통국 ○ 지하철 12호선 오에도 선 | 도쿄 도 교통국 ○ 지하철 12호선 오에도 선 | 도쿄 도 교통국 ○ 지하철 12호선 오에도 선 |
| ---------------------------------------- | ---------------------------------------- | ---------------------------------------- |
| E 08 혼고 3초메 내선 순환                | 오에도 선                                | 신오카치마치 E 10 외선 순환              |